# Shadow DN7
Shadow DN7 – samochód Formuły 1, zaprojektowany przez Tony'ego Southgate'a i skonstruowany przez Shadow Racing Cars. Uczestniczył w dwóch Grand Prix sezonu 1975.

## Historia
Model DN7 był oparty na udanym DN5, którym Jean-Pierre Jarier zdobył pole position w debiucie tego samochodu. Shadow DN5 był napędzany silnikami Ford Cosworth DFV. Założyciel Shadow, Don Nichols, nie był zadowolony z tych jednostek, ponieważ jego zdaniem były znacznie słabsze od silników otrzymywanych przez McLarena. W tym celu podjął rozmowy z Matrą na dostawy silników V12.
Po zdobyciu odpowiednich funduszy Shadow nabył silniki Matry w połowie sezonu 1975. Projektant Tony Southgate zmodyfikował model DN5 tak, by umieścić tam jednostkę Matry, mocniejszą od Forda, ale także cięższą od tego silnika o 80 kilogramów. Samochód był używany wyłącznie przez Jeana-Pierre'a Jariera podczas Grand Prix Austrii i Grand Prix Włoch. W obu tych wyścigach Jarier kwalifikował się przed partnerem zespołowym Tomem Prycem, ale żadnej eliminacji nie ukończył. W dodatku podczas testów na Silverstone Pryce uzyskał czas o 0,7 sekundy gorszy od swojego rezultatu kwalifikacyjnego. Matra od 1976 roku zdecydowała się dostarczać silniki Ligierowi, a Shadow wrócił do silników Forda.
Zbudowano jeden egzemplarz modelu DN7.

## Wyniki w Formule 1
| Legenda oznaczeń w tabelach wyników Wyświetl szablon na nowej stronie | Legenda oznaczeń w tabelach wyników Wyświetl szablon na nowej stronie                                                                     |
| Oznaczenie                                                            | Wyjaśnienie |
| --------------------------------------------------------------------- | --- |
| Złoty                                                                 | Zwycięzca lub mistrzostwo |
| Srebrny                                                               | 2. miejsce lub wicemistrzostwo |
| Brązowy                                                               | 3. miejsce lub II wicemistrzostwo |
| Zielony                                                               | Ukończył, punktował (w klasyfikacji generalnej, gdy zdobył co najmniej jeden punkt na przestrzeni sezonu, poza trzema powyższymi opcjami) |
| Niebieski                                                             | Ukończył, nie punktował (w klasyfikacji generalnej, gdy nie zdobył co najmniej jednego punktu na przestrzeni sezonu)                      |
| Czerwony                                                              | Nie zakwalifikował się (NZ) |
| Czerwony                                                              | Nie prekwalifikował się (NPK) |
| Różowy                                                                | Nie ukończył (NU) |
| Różowy                                                                | Niesklasyfikowany (NS) (w klasyfikacji generalnej, gdy nie został sklasyfikowany w żadnym wyścigu sezonu)                                 |
| Czarny                                                                | Zdyskwalifikowany (DK) |
| Czarny                                                                | Wykluczony (WYK/EX) |
| Biały                                                                 | Nie wystartował (NW) |
| Biały                                                                 | Kontuzjowany (K/INJ) |
| Biały                                                                 | Wyścig odwołany (OD/C) |
| Bez koloru                                                            | Został wycofany (WYC/WD) |
| Bez koloru                                                            | Nie przybył (NP/DNA) |
| Bez koloru                                                            | Nie brał udziału w treningach (NT/DNP) |
| Bez koloru                                                            | Nie został zgłoszony (–) |
| Pogrubienie                                                           | Start z pole position |
| Kursywa                                                               | Najszybsze okrążenie wyścigu |
| †                                                                     | Nie ukończył, ale jego rezultat został zaliczony ze względu na przejechanie więcej niż 90% dystansu wyścigu.                              |
| *                                                                     | Sezon w trakcie |
| 1/2/3                                                                 | Punktowana pozycja w sprincie kwalifikacyjnym                                                                                             |
| Lista systemów punktacji Formuły 1                                    | |

| Sezon | Zespół                 | Silnik | Kierowcy           | Wyniki w poszczególnych eliminacjach | Wyniki w poszczególnych eliminacjach | Wyniki w poszczególnych eliminacjach | Wyniki w poszczególnych eliminacjach | Wyniki w poszczególnych eliminacjach | Wyniki w poszczególnych eliminacjach | Wyniki w poszczególnych eliminacjach | Wyniki w poszczególnych eliminacjach | Wyniki w poszczególnych eliminacjach | Wyniki w poszczególnych eliminacjach | Wyniki w poszczególnych eliminacjach | Wyniki w poszczególnych eliminacjach | Wyniki w poszczególnych eliminacjach | Wyniki w poszczególnych eliminacjach | Wyniki kierowców | Wyniki kierowców | Wyniki konstruktora | Wyniki konstruktora |
| 1975  |                        |        |                    | Argentyna                            | Brazylia                             |                                      |                                      | Monako                               | Belgia                               | Szwecja                              | Holandia                             | Francja                              | Wielka Brytania                      | Niemcy                               | Austria                              | Włochy                               | Stany Zjednoczone                    | Pkt.             | Msc.             | Pkt.                | Msc.                |
| ----- | ---------------------- | ------ | ------------------ | ------------------------------------ | ------------------------------------ | ------------------------------------ | ------------------------------------ | ------------------------------------ | ------------------------------------ | ------------------------------------ | ------------------------------------ | ------------------------------------ | ------------------------------------ | ------------------------------------ | ------------------------------------ | ------------------------------------ | ------------------------------------ | ---------------- | ---------------- | ------------------- | ------------------- |
| 1975  | UOP Shadow Racing Team | Matra  | Jean-Pierre Jarier | -                                    | -                                    | -                                    | -                                    | -                                    | -                                    | -                                    | -                                    | -                                    | -                                    | NU                                   | NU                                   | -                                    | -                                    | 0 (1,5)          | 18               | 0 (9,5)             | 6                   |